# Síndrome de Churg-Strauss
A síndrome de Churg-Strauss (SCS), granulomatose eosinofílica com poliangiite também denominada angeíte granulomatosa alérgica, é uma vasculite sistêmica necrotizante, que afeta os vasos de pequeno e médio calibre e que se associa a granulomas eosinofílicos extravasculares, eosinofilia periférica e asma. Foi inicialmente descrita pelos patologistas J. Churg e L. Strauss numa série de autópsias de doentes com asma grave. É uma síndrome rara, de etiologia desconhecida e que afeta ambos os gêneros e todos os grupos etários. Os pacientes com SCS geralmente apresentam boa resposta à terapia com glicocorticoide, embora as recidivas sejam frequentes após a sua suspensão. O diagnóstico e o tratamento precoces geralmente levam a um bom prognóstico, com uma sobrevivência de 90% um ano após o diagnóstico. Fazer uma diferenciação com a granulomatose com poliangiite pode ser difícil, entretanto o uso crescente da dosagem do ANCA (anticorpo citoplásmico anti-neutrófilo) permite uma distinção, já que naquela há a presença do padrão c-ANCA (citoplasmático) e nesta de p-ANCA (perinuclear).

## Causas
A etiologia da SCS é desconhecida. As hipóteses propostas incluem um processo autoimune, possivelmente associado a fatores genéticos e ambientais.
Os antagonistas dos recetores dos leucotrienos (ARL), incluindo o zafirlucaste e o montelucaste foram associados ao desenvolvimento de SCS, na última década. Este efeito relaciona-se provavelmente com a suspensão dos corticoides após o início da toma de ARLs em doentes com SCS até então atenuado, ou a prescrição de ARLs a doentes com asma progressiva que era na realidade SCS progressiva não identificada. De fato, existem relatos de casos de SCS após o início de corticoides inalados e omalizumab e um estudo cruzado recente mostrou que várias das medicações de controlo da asma estão associadas com o início de SCS, suportando a hipótese que o que se associa ao início da SCS é um agravamento da asma e não um fármaco específico.

## Fisiopatologia
A fisiopatologia da SCS é ainda obscura e pouco definida. Apresenta uma característica particular  é a elevação proeminente de eosinofilia sanguínea e tecidular, que se relaciona com a atividade  e da gravidade da doença. Em doentes com a patologia ativa, os eosinófilos expressam marcadores de superfície de ativação, e segregam proteínas que levam a dano tissular.  As interleucinas ainda não tem um papel bem definido na SCS. Mas parece ser mantida pelo aumento da libertação da IL-5, produzida principalmente por linfócitos Th2 ativados. Com efeito, o anticorpo anti-IL5 mepolizumab mostrou-se eficaz na SCS refratária, num estudo recente. Embora a SCS seja principalmente associada a um perfil Th2, estudos recentes também demonstraram possíveis desequilíbrios na atividade dos linfócitos Th1, T reguladores e Th17. Os anticorpos anticitoplasma do neutrófilo (ANCA), especificamente antimieloperoxidase parecem ter um papel patogénico nas lesões de vasculite, possivelmente através da ativação de neutrófilos, levando à libertação de espécies reativas de oxigénio e enzimas proteolíticas. Os papéis propostos para os eosinófilos e ANCA na patogênese da doença estão de acordo com as recentes descrições de diferentes manifestações da doença em doentes com e sem ANCA.

## Sinais e sintomas
As manifestações clínicas da SCS são geralmente descritas em três fases:
- A primeira fase (prodrômica) pode durar vários anos. As características predominantes são a asma atópica e a rinite, geralmente de difícil controlo.
- Na segunda fase (eosinofílica) observa-se uma infiltração tecidular intensa por eosinófilos em vários órgãos, incluindo os pulmões e o trato gastro-intestinal (GI), eventualmente evoluindo para síndrome de Loeffler ou gastroenterite eosinofílica.
- A terceira fase (vasculítica) é caracterizada por uma vasculite sistémica acentuada, em que os sintomas gerais geralmente precedem o envolvimento dos vários órgãos por este processo[15].

Um dos sistemas que é frequentemente afetado pela vasculite é o sistema nervoso periférico, com envolvimento dos vasa vasorum e desenvolvimento de mononeurite multiplex. O trato GI é também afetado, tendo como manifestações a dor abdominal, gastroenterite ou mesmo um quadro de abdômen agudo. O envolvimento cardíaco pode apresentar-se como miocardite, insuficiência cardíaca, pericardite ou mesmo vasculite coronária e consequente isquemia miocárdica. Cerca de metade das mortes relacionadas com a SCS são causadas por lesões cardíacas.
O sistema respiratório é envolvido em todos os doentes em variados graus, não só com asma na primeira fase clínica, mas também com infiltrados na radiografia de tórax, que estão presentes em 37 a 77% de todos os doentes. O derrame pleural também pode ser observado em até um terço dos doentes.
A doença renal clinicamente significativa é menos frequente e menos grave que em outras formas de vasculite.

## Tratamento
O tratamento desse tipo de vasculite é feito com altas doses de glicocorticoides (como prednisolona) e 12 pulsos de ciclofosfamida até obter a remissão dos sintomas. A fase de manutenção é feita com outros fármacos imunossupressores menos tóxicos como azatioprina e metotrexato. 
Em muitos casos, a doença pode ser colocada em um tipo de remissão química através de terapia medicamentosa, mas a doença é crônica e ao longo da vida. Nos casos sem complicação a sobrevivência em 5 anos é de 89%, com uma complicação é de 74% e com múltiplas complicações é de 45%.